# Closterus longiramis
Closterus longiramis är en skalbaggsart som beskrevs av Charles Joseph Gahan 1890. Closterus longiramis ingår i släktet Closterus och familjen långhorningar.
Artens utbredningsområde är Madagaskar. Inga underarter finns listade i Catalogue of Life.